# Chrzest statku

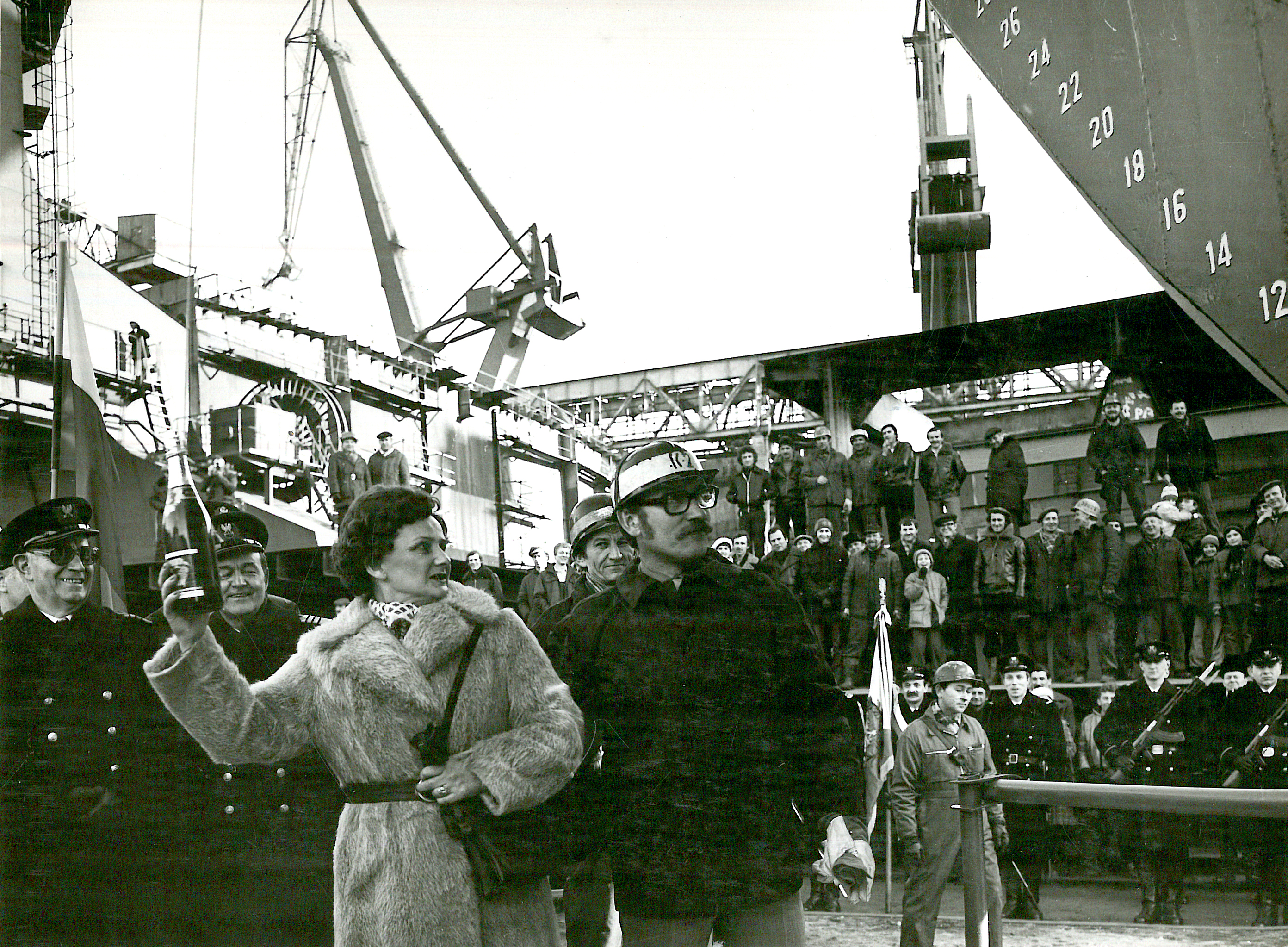
Matka chrzestna Barbara Zielińska dokonuje tradycyjnej ceremonii chrztu okrętu ORP „Iskra” butelką szampana, 6 marca 1982 roku, Gdańsk

Chrzest statku – uroczyste nadanie imienia (nazwy) jednostce pływającej tuż przed wodowaniem; tradycyjnie związane z rozbijaniem butelki szampana o burtę statku.

## Historia
Pierwsze wzmianki o uroczystym nadaniu imienia jednostce pływającej są datowane na rok 2100 p.n.e. Dotyczą one ceremonii związanej z wodowaniem królewskiego statku na Nilu. Przez większość czasu tradycja ta miała charakter religijny. Człowiek zdany na łaskę żywiołu powierzał statek i związany z nim swój los bóstwu lub bogu. Najbardziej krwawą ceremonię urządzali wikingowie swym drakkarom. Podczas wodowania schodzący na wodę okręt łamał karki niewolnikom, którzy według wierzeń wikingów mieli w ten sposób przekazywać swą siłę stępce łodzi. Z czasem zastąpiono ten obyczaj na innym, polegającym  na spuszczeniu drakkaru po pochylni, na której ustawiane były gliniane naczynia wypełnione krwią zwierzęcą. Parę wieków później w Anglii chrztu morskiego dokonywał król lub wyznaczony przez niego wysoki urzędnik wznoszący toast winem w złotym lub srebrnym pucharze, wyrzucanym następnie za burtę. W XVII wieku ze względów oszczędnościowych postanowiono rozbijać o dziób okrętu butelkę z winem. Wiek później zwyczaj ten przyjęli także Francuzi. W Stanach Zjednoczonych podczas prohibicji wino zastąpiono wodą. Po jej zakończeniu w 1933 roku zaczęto do tego celu używać szampana. Zwyczaj ten rozpowszechnił się na większość państw współczesnego świata.

## Matka chrzestna
To osoba nadająca podczas uroczystej ceremonii wodowania zwanej chrztem, imię jednostce pływającej. Przewodniczenie tej uroczystości było szczególnym wyróżnieniem dla tych osób lub podkreśleniem ich szczególnej pozycji w społeczeństwie. Przywilej chrztu jednostki  pływającej od XIX wieku w większości przysługiwał kobietom. Wcześniej celebrowali tę uroczystość mężczyźni: kapłani, władcy państw, arystokraci. Od tego czasu przyjęło się też określenie matka chrzestna statku. Później jednak zdarzały się również wyjątki, gdy statek (okręt) miał oboje rodziców chrzestnych lub tylko ojca chrzestnego.

### Tradycja anglosaska
W amerykańskiej marynarce wojennej oraz straży przybrzeżnej matka chrzestna jest formalnie uważana za stałego członka załogi i oczekuje się, że jej osobowość będzie miała wpływ na życie na pokładzie okrętu oraz będzie pomagać mu podczas służby.

### Tradycja polska
W międzywojennej Polsce stocznie nie zwodowały żadnego statku pełnomorskiego. Jednak niektóre przejmowane od obcych armatorów jednostki miały swoją ceremonię chrztu. „Dar Pomorza” miał oboje rodziców chrzestnych: ministra Eugeniusza Kwiatkowskiego oraz żonę Ministra Rolnictwa i Dóbr Państwowych Marię Jantę-Połczyńską. MS „Batory” miał matkę chrzestną Jadwigę Barthel. W PRL, gdy polskie stocznie wodowały wiele statków, odbyło się równie wiele ceremonii. Matki chrzestne utrzymywały kontakt ze swoimi statkami (okrętami) i załogami na nich pływającymi. Załatwiały niektóre sprawy, które były niemożliwe do uzyskania w poprzednim ustroju. Uczestniczyły w wewnętrznych uroczystościach swoich chrześniaków.  Przysługiwały im również przywileje np.: odbywania co jakiś czas darmowego rejsu na swoim statku. Zrzeszały się w kluby, stowarzyszenia, do których należą istniejące do dzisiaj: Klub Matek Chrzestnych Statków Armatorów Wybrzeża Gdańskiego, Klub Matek Chrzestnych Statków PŻM. Po 1990 roku matkami chrzestnymi zostały m.in.: Jolanta Kwaśniewska, Hanna Gronkiewicz-Waltz, Aleksandra Miller.
Ceremonia chrztu, w większości wypadków, polegała na wypowiedzeniu przez matkę chrzestną następujących słów:
Płyń po morzach i oceanach, sław imię polskiego stoczniowca i marynarza, przynoś chwałę Rzeczypospolitej Polskiej. Nadaję ci imię…
Następnie butelkę szampana, umocowaną na lince, siłą rozpędu rozbijała o dziób statku.